# بناء باستخدام حزم القش

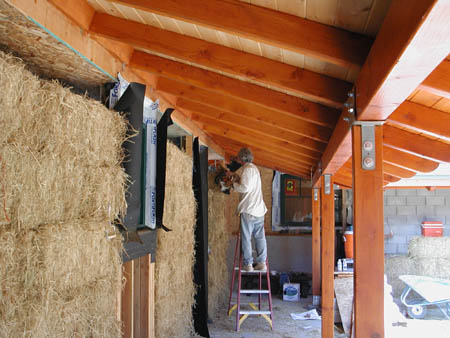

البناء باستخدام حزم القش عبارة عن طريقة بناء تُستخدم فيها حزم القش (عادةً ما تكون من القمح والأرز والجاودار وقش الشوفان) كعناصر إنشائية وفي عزل المباني أو كليهما. يشيع استخدام هذه الطريقة في البناء في المباني الطبيعية أو مشاريع البناء «الأسمر». أظهرت الأبحاث أن البناء باستخدام حزم القش هو وسيلة بناء مُستدامة، من وجهة نظر كلٍ من المواد والطاقة اللازمة للتدفئة والتبريد.
تشمل مزايا البناء باستخدام حزم القش المعتمد على أنظمة البناء التقليدية ما يلي: الطبيعة المتجددة للقش وقلة التكلفة وسهولة التوفر ومقاومة الحرائق بشكل طبيعي وارتفاع قيمة العزل. تشمل العيوب على: القابلية للتعفن وصعوبة الحصول على تغطية تأمينية، ومتطلبات المساحة العالية لاستخدام القش نفسه. تُجرى الأبحاث باستخدام مجسات للرطوبة موضوعة داخل جدار مصنوع من القش حيث كان محتوى الرطوبة أقل من 20% في 7 مواقع من أصل 8 مواقع. لا يساعد مستوى الرطوبة ذلك على انهيار القش. ومع ذلك، فإن البناء السليم لجدار مصنوع من حزم القش أمر مهم للحفاظ على انخفاض مستويات الرطوبة، كما هو الحال في بناء أي نوع من المباني.

## التاريخ
بُنيت منازل القش على السهول الأفريقية منذ العصر الحجري القديم. اُستخدمت حزم القش في البناء منذ 400 عام في ألمانيا؛ وتُستخدم أسقف من القش منذ فترة طويلة في شمال أوروبا وآسيا. عندما أتى المستوطنون الأوروبيون إلى أمريكا الشمالية، عُزلت الخيام في فصل الشتاء باستخدام قش سائب موضوع بين البطانة الداخلية والغطاء الخارجي.
سهّل مكبس القش الميكانيكي عملية البناء باستخدام القش إلى حد كبير، والذي اُخترع في خمسينيات القرن التاسع عشر وانتشر على نطاق واسع في التسعينيات من القرن التاسع عشر. أثبت فاعليته بشكل خاص في التلال الرملية في نبراسكا. وجد الرواد الباحثون عن الأراضي بموجب مرسوم الحيازة الزراعية لعام 1862 وقانون كينكايد لعام 1904 ندرة الأشجار في أنحاء كثيرة من نبراسكا. كانت التربة مناسبة للمخابئ والمنازل المحاطة بالأعشاب، في أجزاء كثيرة من الولاية. ومع ذلك، تسببت التربة بشكل عام في قلة بناء المنازل المحاطة بالأعشاب، في التلال الرملية؛ كانت الأماكن القليلة التي يمكن العثور فيها على الأراضي العشبية المناسبة، أكثر قيمة للزراعة عن استخدامها كمواد للبناء.
كان أول استخدام موثق لحزم القش في البناء هو بناء مدرسة في عام 1896 أو 1897 في ولاية نبراسكا. كانت المدرسة بدون أسوار حماية من الجص أو الجبس، ذُكر في عام 1902 أكل الأبقار لمبنى المدرسة. لمقاومة هذا، بدأ البناؤون بتجصيص المنشآت المصنوعة من الحزم. يُستخدم «الطين اللزج» المتوافر محليًا، في حالة عدم توافر الإسمنت أو الجص الجيري. بُني ما يقرب من 70 مبنى باستخدام حزم القش، بما في ذلك المنازل والمباني الزراعية والكنائس والمدارس والمكاتب ومحلات البقالة في التلال الرملية، بين عامي 1896 و 1945. أُبلغ في عام 1990 عن تسعة مبانِ باقية مصنوعة من الحزم في مقاطعتي آرثر ولوغان، بما في ذلك كنيسة قداسة الحجاج المبنية في عام 1928 في قرية آرثر، وهي مُدرجة في السجل الوطني للأماكن التاريخية.
تجدد البناء باستخدام حزم القش بصورة ملحوظة، منذ تسعينيات القرن العشرين، خاصة في أمريكا الشمالية وأوروبا وأستراليا. يعود هذا التجديد على الأرجح إلى زيادة الوعي البيئي والصفات الطبيعية وغير السامة للمواد وانخفاض الطاقة المكتسبة والقدرة على تحمل التكاليف النسبية. واجه البناء باستخدام حزم القش مشاكل تتعلق بقوانين البناء اعتمادًا على موقع المبنى. ومع ذلك، ساعد إدخال ملاحق إس وآر في قانون الإسكان الدولي لعام 2015 في الولايات المتحدة الأمريكية على تشريع وتحسين فهم البناء باستخدام حزم القش. اُعتمدت الموافقة في عام 2012 على القواعد المهنية للبناء باستخدام حزم القش في فرنسا، واعتبارها «تكنولوجيا مشتركة» إذ تؤهل لبرامج التأمين القياسية.

## طريقة البناء

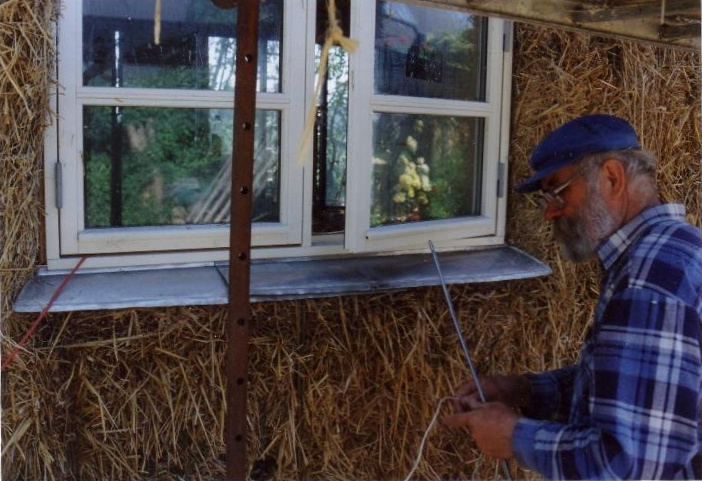
بناء باستخدام حزم القش

تتكون المباني المصنوعة من حزم القش عادةً من صفوف مكدسة من الحزم (غالبًا ما تكون قيد التشغيل) على قاعدة أو أساس مرتفع، مع وجود حاجز للرطوبة أو فاصل شعري بين الحزم وسطح الدعم. يوجد نوعان من حزم القش شائعة الاستخدام، أولئك المربوطون معًا بخيطين وأولئك المربوطون بثلاثة خيوط. حزمة القش المربوطة بثلاثة خيوط هي الأكبر في كافة الأبعاد الثلاثة. يمكن ربط جدران الحزم معًا بدبابيس من البامبو أو الخشب (إما داخليًا في الحزم أو على أسطحها)، أو بشبكات سلكية على السطح، ثم تُغطى الجدران بالجص أو الجبس، إما بتركيبة أساسها الجير أو تُدهن بالتربة/ الطين. قد توفر الحزم في الواقع الدعم الإنشائي للمبنى (تقنية «تحمل الأحمال» أو «أسلوب نبراسكا»)، كما كان الحال في النماذج الأولية في أواخر القرن التاسع عشر. يمكن أيضًا تصميم حزم من الجبس المجمعة لتوفير الدعم الجانبي ومقاومة قوى القص لأحمال الرياح والزلازل.
يُمكن أن تحتوي المباني المصنوعة من حزم القش بدلاً من ذلك على هيكل إنشائي من مواد أخرى، عادةً ما تكون من الخشب أو هيكل خشبي، مع وجود حزم تعمل ببساطة كمادة عازلة أو كركيزة من الجبس (تقنية «ملء الفراغات» أو «عدم تحمل الأحمال»)، والتي غالبًا ما تكون مطلوبة في المناطق الشمالية و/ أو في المناخات الرطبة. يمكن أن يتجاوز جهد تحميل الجليد قوة جدران الحزمة، في المناطق الشمالية. لذلك، لابد من إضافة اللمسات النهائية على خاصية نفاذية البخار عند استخدام الجص الذي أساسه الإسمنت، في المناخات الرطبة. بالإضافة إلى ذلك، يسمح دمج هيكل أساسي من الخشب أو المعدن بإقامة سقف قبل رفع الحزم، والذي يمكنه حماية جدار الحزمة أثناء البناء، عندما تكون أكثر عرضة لضرر المياه في جميع المناخات باستثناء المناخات الجافة. قد تُستخدم أيضًا مجموعة من التقنيات الهيكلية والمتحملة للأحمال، والتي يُشار إليها باسم البناء باستخدام حزم القش «الهجينة».
يُمكن أيضًا استخدام حزم القش كجزء من النظام الجداري المعتمد على إنشاء الصاري والغشاء الذي تترابط فيه أسطح الغونيت أو الخرسانة المرشوشة المسلحة بخفة على مسافات من 5 - 8 سم (2 - 3 بوصة) مع حديد التسليح الخفيف الممتد على شكل حرف «إكس» في وصلات رءوس الحزم. توفر الأسطح الخرسانية في هذا النظام من الجدار منشأً مقوى بالصلب ومقاومًا للزلازل ومقاومًا للحريق، بينما تُستخدم الحزم كقوالب مؤقتة وعازلة في مكانها.
أكملت جامعة باث برنامجًا بحثيًا والذي يستخدم ألواح «مودسيل» - وهي ألواح سابقة الصنع تتكون من هيكل إنشائي من الخشب مملوء بحزم القش ومدهون بنظام أساسه الجير يصلح للتنفس- لبناء «بالهاوس»، وهو مبني من حزم القش في حرم الجامعة. وجدت مراقبة أعمال الإنشاء الذي قام بها الباحثون المعماريون في الجامعة أنه بالإضافة إلى تقليل البصمة البيئية، فإن البناء يقدم فوائد أخرى، بما في ذلك الحياة الصحية من خلال مستويات أعلى من العزل الحراري وتنظيم مستويات الرطوبة. نشرت المجموعة عددًا من الأوراق البحثية حول نتائجها.

## الخصائص الحرارية
تحتوي حزم القش المضغوطة على مجموعة واسعة من قيمة - آر الموثقة. قيمة - آر عبارة عن مقياس لقياس جودة المواد العازلة، وكلما زاد العدد كلما زاد العزل. تتراوح قيمة - آر المذكورة بين 17 - 55 (في الوحدات الأمريكية) أو 3 - 9.6 (في نظام الوحدات العالمي) اعتمادًا على الدراسة، يُمكن أن تكون تصاميم الجدران المختلفة مسؤولة عن مجموعة واسعة من قيم – آر. تُغطى جدران الحزم عادةً بطبقة سميكة من الجبس، والتي توفر كتلة حرارية مُوزعة بشكلٍ جيد ونشطة على دورة (نهارية) قصيرة المدى. يوفر مزيج العزل والكتلة سطحًا ممتازًا لتصميم المباني الشمسية السلبية لفصلي الشتاء والصيف.
جدران حزم القش المضغوطة والمصنوعة من الجبس مقاومة للحريق أيضًا.